# 다시다
다시다는 CJ제일제당에서 생산하는 조미료이다.

## 탄생 배경
제일제당이 삼성그룹에 속했던 시절 당시 삼성 회장이었던 호암 이병철(1910 ~ 1987)이 일본의 향미조미료 제품에 영감을 얻으면서 한국적인 맛을 내고 한국요리에 적합한 맛을 내는 조미료를 개발하라는 프로젝트를 세우면서 시작되었다. 이에 제일제당이 이 프로젝트를 받아들여서 그에 맞는 향미조미료 제조연구 끝에 나온 것이 다시다였다. 1975년 쇠고기 다시다와 생선 다시다 2종으로 출시되었다.

## 광고
배우 김혜자는 다시다 광고의 주 모델이었다.

## 수출
- 2009년 8월 11일에 일본 니혼TV에 다시다가 소개되어서 일본에 인기가 있다.[3]
- 중국 베이징에서 닭고기 맛 다시다를 출시하였다.[4]
- 2011년 2월 러시아에 수출하는 계획이 있다.[5]

## 논란
2008년 6월 12일 서울 광진경찰서가 가짜 다시다를 만드는 일당을 체포하였다.

## 같이 보기
- CJ제일제당
- 미원 (조미료)